# إغريمة وسادية
إغريمة وسادية (الاسم العلمي: Grimmia pulvinata) هي نوع من النباتات تتبع جنس الإغريمة من الفصيلة الإغريمية.